# Franz Leydig
Franz von Leydig, noto anche come Franz Leydig (Rothenburg ob der Tauber, 1821 – 1908), è stato uno zoologo tedesco.
Docente all'università di Tubinga dal 1857 e all'università di Bonn dal 1875, da lui prendono nome le cellule di Leydig delle gonadi maschili.
Svolse inoltre varie ricerche sui Crostacei, Rettili e Anfibi e pubblicò nel 1857 un notevole trattato di istologia.